# Emil Rantatalo-Thomas
Emil Rantatalo-Thomas, född 11 oktober 1988 i Eskilstuna, är en svensk ishockeyspelare. Hans moderklubb är Kiruna AIF. Sedan 2004/2005 har han spelat i Växjö Lakers J20-lag. Han har gjort många matcher i Gislaveds SK A-lag. Han är sedan säsongen 2008/2009 kontrakterad med Växjö Lakers A-lag. Hans kontrakt löper ut efter säsongen 2009/2010.